# Vangelino Sastrodimedjo
Vangelino Sastrodimedjo (Paramaribo, 25 de marzo de 1984) es un futbolista surinamés que juega en la posición de mediocampista. Su actual equipo es el Walking Bout Company, de la Primera división de Surinam.

## Carrera profesional
Sastrodimedjo ha desempeñado su carrera de futbolista en Surinam, jugando en los clubes siguientes:
| Club                 | País    | Año         |
| -------------------- | ------- | ----------- |
| SV Leo Victor        | Surinam | 2006 - 2008 |
| FCS Nacional         | Surinam | 2008 - 2009 |
| Walking Bout Company | Surinam | 2009 - act. |

## Selección nacional
Sastrodimedjo es internacional con la selección de Surinam donde ha jugado en 16 ocasiones (2 goles anotados). Participó en los 9 encuentros de su país en la clasificación al Mundial de Sudáfrica 2010.

## Palmarés

### Campeonatos nacionales
| N.º | Título          | Club                 | País    | Año  |
| --- | --------------- | -------------------- | ------- | ---- |
| 1   | Supercopa       | Walking Bout Company | Surinam | 2009 |
| 2   | Copa de Surinam | Walking Bout Company | Surinam | 2013 |